# Robert Middleton
Robert Middleton (* 13. Mai 1911 in Cincinnati, Ohio als Samuel G. Messer; † 14. Juni 1977 in Encino, Kalifornien) war ein US-amerikanischer Schauspieler.

## Leben
Robert Middleton studierte an mehreren Hochschulen und kam nach seinem Militärdienst während des Zweiten Weltkriegs als Sprecher zum Rundfunk. Middleton war der Sprecher in dem 1951 produzierten Zivilschutzfilm Duck and Cover, der im Verlauf der 1950er-Jahre an nahezu allen amerikanischen Schulen gezeigt wurde. Zu dieser Zeit arbeitete er noch mehr als Sprecher denn als Schauspieler. 
Seit Anfang der 1950er-Jahre war er regelmäßig als Fernsehschauspieler zu sehen, 1954 spielte Middleton dann seine erste Kinorolle. Zu diesem Zeitpunkt war er bereits über 40 Jahre alt. Seine markante, schwergewichtige Statur legte ihn überwiegend auf die Rolle des brutalen Schurken, häufig in Western, aber auch in Komödien, fest. Eine seiner ersten Rollen hatte er als sadistischer Schwerverbrecher in William Wylers Kriminaldrama An einem Tag wie jeder andere an der Seite von Fredric March und Humphrey Bogart. Ebenfalls noch 1955 verkörperte er in Der Hofnarr (1955) den Duellgegner von Danny Kaye, den „grimm-grässlich-grausamen-Griswold“, wobei er auch Teil eines legendären Wortspiels war. 
Bis in die 1970er-Jahre folgten nennenswerte Nebenrollen für Middleton, etwa Der Schatz des Gehenkten (1957) neben Robert Taylor, in Douglas Sirks Melodram Duell in den Wolken (1957) oder als Barmann in Gene Kellys Westernkomödie Geschossen wird ab Mitternacht. Eine seiner letzten Filmrollen hatte er Anfang der 1970er-Jahre in Auch die Engel essen Bohnen mit Bud Spencer. Daneben war Middleton im Fernsehen als Gastdarsteller in populären Serien wie Columbo, Bonanza, Ein Sheriff in New York, Drei Engel für Charlie und Tausend Meilen Staub zu sehen.
Robert Middleton starb 1977 im Alter von 66 Jahren an einem Herzinfarkt. Er hinterließ zwei Kinder, die aus einer geschiedenen Ehe in den 1950er-Jahren kamen.

## Filmografie (Auswahl)
- 1952: Duck and Cover (Kurzfilm, Sprechrolle)
- 1954: Der silberne Kelch (The Silver Chalice)
- 1955: An einem Tag wie jeder andere (The Desperate Hours)
- 1955: Geheimring 99 (The Big Combo)
- 1955: Das Komplott (Trial)
- 1955: Der Hofnarr (The Court Jester)
- 1955–1962: Rauchende Colts (Gunsmoke, Fernsehserie, 3 Folgen)
- 1956: Auf der Spur des Todes (Red Sundown)
- 1956: Die Furchtlosen (The Proud Ones)
- 1956: Lockende Versuchung (Friendly Persuasion)
- 1956: Pulverdampf und heiße Lieder (Love Me Tender)
- 1956–1957: Alfred Hitchcock präsentiert (Alfred Hitchcock Presents, Fernsehserie, 3 Folgen)
- 1957: Der Einsame (The Lonely Man)
- 1957: Duell in den Wolken (Tarnished Angels)
- 1958: Die letzte Kugel (Day of the Badman)
- 1958: Der Schatz des Gehenkten (The Law and Jake Wade)
- 1958: Lola, der blonde Teufel (No Place to Land)
- 1959: Keiner verlässt das Schiff! (Don’t Give Up the Ship)
- 1959: Viele sind berufen (Career)
- 1960: Die Unerbittlichen (Hell Bent for Leather)
- 1960: Ein charmanter Hochstapler (The Great Impostor)
- 1960–1961: Die Unbestechlichen (The Untouchables, Fernsehserie, 4 Folgen)
- 1960–1967: Bonanza (Fernsehserie, 3 Folgen)
- 1961: Das Gold der sieben Berge (Gold of the Seven Saints)
- 1963: Perry Mason (Fernsehserie, Folge 6x28 Der Fall mit dem rehabilitierten Richter)
- 1963: Revolverhelden von Wyoming (Cattle King)
- 1963–1965: Tausend Meilen Staub (Rawhide, Fernsehserie, 4 Folgen)
- 1964: Gauner gegen Gauner (The Rogues, Fernsehserie, Folge 1x07)
- 1965–1966: Amos Burke (Burke’s Law, Fernsehserie, 4 Folgen)
- 1966: Daniel Boone (Fernsehserie, Folge 2x20)
- 1966: Höchster Einsatz in Laredo (A Big Hand for the Little Lady)
- 1966–1967: Die Monroes (The Monroes, Fernsehserie, 4 Folgen)
- 1967–1968: Big Valley (The Big Valley, Fernsehserie, 2 Folgen)
- 1970: Mini-Max (Get Smart, Fernsehserie, Folge 5x26)
- 1970: Geschossen wird ab Mitternacht (The Cheyenne Social Club)
- 1970: Wo, bitte, geht’s zur Front? (Which Way to the Front?)
- 1971–1972: Alias Smith und Jones (Alias Smith and Jones, Fernsehserie, 2 Folgen)
- 1972: Kobra, übernehmen Sie (Mission: Impossible, Fernsehserie, Folge 7x07)
- 1973: Mannix (Fernsehserie, Folge 6x16 In der Schußlinie)
- 1973: Ein Sheriff in New York (McCloud, Fernsehserie, Folge 3x05)
- 1973: Auch die Engel essen Bohnen (Anche gli angeli mangiano fagioli)
- 1973: The Harrad Experiment
- 1973: Ein gründlich motivierter Tod (Double Exposure) (Fernsehfilm)
- 1974: Kung Fu (Fernsehserie, Folge 2x19 Caine und der Ausgestoßene)
- 1977: The Lincoln Conspiracy